# World Rugby Pacific Nations Cup 2019
Il World Rugby Pacific Nations Cup 2019 è stata la quattordicesima edizione del World Rugby Pacific Nations Cup recentemente conosciuto come IRB Pacific Nations Cup, il torneo annuale di rugby che vede la partecipazione delle selezioni del Pacifico. La vittoria è andata alla selezione del Giappone che ha sconfitto nella partita decisiva, giocata sul campo neutro di Suva, gli Stati Uniti.

## Partecipanti
Le sei squadre sono divise in due gironi. Ogni squadra incontra le squadre del girone opposto disputando solo 3 partite.
Il vincitore del torneo è la squadra che registra il numero massimo di punti durante il programma del torneo.
| Girone A                     | Girone B                    |
| ---------------------------- | --------------------------- |
| - Figi - Stati Uniti - Tonga | - Giappone - Canada - Samoa |

## Incontri

### 1ª giornata
| Apia 27 luglio 2019 | Samoa       | 25 – 17 | Tonga | Apia Park\| Arbitro: \| Mike Fraser \| |
| Arbitro:            | Mike Fraser |         |       |                                        |

| Kamaishi 27 luglio 2019 | Giappone    | 34 – 21 | Figi | Kamaishi Recovery Memorial Stadium\| Arbitro: \| Luke Pearce \| |
| Arbitro:                | Luke Pearce |         |      |                                                                 |

| Glendale (Colorado) 27 luglio 2019 | Stati Uniti  | 47 – 19 | Canada | Infinity Park\| Arbitro: \| Andrew Brace \| |
| Arbitro:                           | Andrew Brace |         |        |                                             |

### 2ª giornata
| Suva 3 agosto 2019 | Stati Uniti | 13 – 10 | Samoa | ANZ National Stadium\| Arbitro: \| Nigel Owens \| |
| Arbitro:           | Nigel Owens |         |       |                                                   |

| Suva 3 agosto 2019 | Figi        | 38 – 13 | Canada | ANZ National Stadium\| Arbitro: \| Mike Fraser \| |
| Arbitro:           | Mike Fraser |         |        |                                                   |

| Higashiōsaka 3 agosto 2019 | Giappone      | 41 – 7 | Tonga | Hanazono Rugby Stadium\| Arbitro: \| Jérôme Garcès \| |
| Arbitro:                   | Jérôme Garcès |        |       |                                                       |

### 3ª giornata
| Lautoka 9 agosto 2019 | Tonga       | 33 – 23 | Canada | Churchill Park,\| Arbitro: \| Nigel Owens \| |
| Arbitro:              | Nigel Owens |         |        |                                              |

| Suva 10 agosto 2019 | Stati Uniti  | 20 – 34 | Giappone | ANZ National Stadium\| Arbitro: \| Glen Jackson \| |
| Arbitro:            | Glen Jackson |         |          |                                                    |

| Suva 10 agosto 2019 | Figi              | 10 – 3 | Samoa | ANZ National Stadium\| Arbitro: \| Brendon Pickerill \| |
| Arbitro:            | Brendon Pickerill |        |       |                                                         |

## Classifica
|  | Classifica  | G | V | N | P | PF  | PS  | diff. | BM | BS | PT |
|  | ----------- | - | - | - | - | --- | --- | ----- | -- | -- | -- |
|  | Giappone    | 3 | 3 | 0 | 0 | 109 | 48  | +61   | 3  | 0  | 15 |
|  | Figi        | 3 | 2 | 0 | 1 | 69  | 50  | +19   | 1  | 0  | 9  |
|  | Stati Uniti | 3 | 2 | 0 | 1 | 80  | 63  | +17   | 1  | 0  | 9  |
|  | Samoa       | 3 | 1 | 0 | 2 | 38  | 40  | -2    | 0  | 2  | 6  |
|  | Tonga       | 3 | 1 | 0 | 2 | 57  | 89  | -32   | 1  | 0  | 5  |
|  | Canada      | 3 | 0 | 0 | 3 | 55  | 118 | -63   | 0  | 0  | 0  |